# Братья Кокарс
«Братья Кокарс» (латыш. Brāļi Kokari) — документальный фильм режиссёра Юриса Подниекса, снятый по сценарию Арнолдса Плаудиса на Рижской киностудии в 1978 году.

## Сюжет
Авторы фильма, на фоне подготовки и проведения традиционного Праздника песни, рассказывают о жизни и творчестве двух латвийских хоровых дирижёров, братьев-близнецов Имантса и Гидо Кокарсов, которые благодаря своей силе воли и всепоглощающей любви к музыке стали известны во многих странах мира.

## Съёмочная группа
- Автор сценария: Арнолдс Плаудис
- Режиссёр-постановщик: Юрис Подниекс
- Оператор-постановщик: Ральф Круминьш
- Звукооператор: Алфредс Вишневскис
- Продюсер: Янис Шулцс

## Технические данные
- моно
- чёрно-белый, 35 мм.
- 21 мин.

## Награды
- 1981 — Приз Международного кинофестиваля «Молодость» в Киеве.